# Young Frankenstein (musical)
Young Frankenstein (traduïble en català com «el jove Frankenstein»), oficialment conegut com The New Mel Brooks Musical Young Frankenstein és un musical amb llibret de Mel Brooks i de Thomas Meehan, i música i lletres de Mel Brooks. Està basat en la comèdia homònima de 1974, escrita per Brooks per Gene Wilder i dirigida per Brooks, que sovint l'ha citat com la seva millor pel·lícula. És una paròdia del gènere de terror, especialment de l'adaptació que Universal Pictures va fer el 1931 de Frankenstein de Mary Shelley i de la seva seqüela de 1939, Son of Frankenstein

## Produccions
Després de fer una gira prèvia a Seattle i de 4 setmanes de prèvies, el musical s'estrenà a Broadway el 8 de novembre del 2007, baixant el teló el 4 de gener del 2009, després de 484 funcions i 30 prèvies i al setembre del 2009 va iniciar una gira pels Estats Units, Young Frankenstein va rebre unes crítiques dures, però malgrat això rebé 10 nominacions pels Outer Critics Circle Award (més que no pas cap altre espectacle d'aquella temporada, incloent el de Millor Musical). La producció també rebé 8 nominacions al Drama Desk Award, 3 nominacions al Drama League Award, 3 nominacions als Tonys i una nominació al Premi Grammy.
Es va produir en llengua castellana entre el 3 de juny i el 29 de noviembre de 2009 al Teatre Astral de Buenos Aires, amb el títol El joven Frankestein, i entre el 16 de febrer i el 4 de setembre de 2016 al Teatro Aldama de Ciudad de México.
Es va produir en llengua italiana, on va fer una gira per diverses ciutats entre el novembre de 2013 i el 16 de febrer de 2014.
Una versió revisada es va estrenar a Londres en octubre de 2017 i entre el 13 de novembre de 2018 i el 5 de maig de 2019 al Teatre Gran Vía de Madrid, i després al Teatre Tívoli entre el 16 d'octubre i el 10 de novembre de 2019, fent després una gira per Espanya entre el 21 de novembre i el 29 de diciembre de 2019, amb un total de 238 funcions.

## Rerefons
Després del gran èxit del seu musical The Producers, basat en la seva pel·lícula homònima, no sorprengué a ningú que Brooks musicalitzés una altra de les seves pel·lícules. De nou amb Meehan, començaren a treballar en el projecte a l'abril del 2006, fent-se a l'octubre una lectura del primer esborrany del guió (juntament amb Susan Stroman, directora de The Producers), amb Brian d'Arcy James com el Dr. Frankenstein, Kristin Chenoweth com Elizabeth, Sutton Foster com Inga, Roger Bart com Igor, Marc Kudisch com l'Inspector Kemp i Shuler Hensley com el Monstre. En un principi, s'intentà que Cloris Leachman, que havia interpretat a Frau Blücher a la pel·lícula, tornés a interpretar-la, però ara a l'escena, però l'opció es desestimà, en part per l'edat avançada de l'actiu.

## Sinopsi
L'argument és en línies generals el mateix que a la pel·lícula, però algunes escenes han estat allargades pels números musicals, afegint-se o adaptant-se alguns gags. Algunes escenes, com l'encontre amb la nena, van ser deixades de banda, i el final difereix lleugerament.

### Primer Acte
A la ciutat de Transilvania Heights, l'any 1934, els vilatans celebren la processó fúnebre del científic boig Dr. Víctor von Frankenstein. Però l'inspector Hans Kemp, que té el braç dret i la cama esquerra de fusta, arruïna la festa al fer públic que el difunt té un net: Frederick, el Degà d'Anatomia de la millor universitat de Medecina. El ximple del poble, Ziggy, convenç a la resta conforme és impossible que un metge de Nova York vagi allà, i la festa segueix ("The Happiest Town in Town").
A Nova York, Frederick està espantat de ser un Frankenstai, insistint que el seu nom s'ha de pronunciar "Fronkensteen" i que no és un boig, sinó que és un científic, i fa una dissertació als seus estudiants sobre el gran objecte de la ciència ("The Brain"). Després de saber que ha heretat el castell del seu avi a Transsilvània, es veu forçat a resoldre el problema de la propietat. Mentre que Elizabeth Benning, la seva promesa el veu marxar, es pot veure que gaudeixen d'una relació romànica lluny de ser física ("Please, Don't Touch Me").
Tot arribant a Transylvania Heights, Frederick es troba amb el geperut Igor, el net del criat de Víctor, que està molt excitat davant de l'encontre. Igor intenta convèncer-lo de seguir les petjades del seu avi ("Together Again"); i per això ja ha contractat els servei d'Inga, una noia amb un títol del Laboratori de Ciència local, i comencen l'etapa final en carro cap al Castell Frankenstain ("Roll in the Hay"). Allà, es troben amb la misteriosa Frau Blucher, el nom de la qual atemoritza als cavalls. Frederick, sorprès per la baixa qualitat dels llibres del seu avi (entre els quals hi ha el Kama Sutra) s'adorm llegint i somia que el seu avi i d'altres avantpassats se li apareixen per encoratjar-lo a construir un monstre ("Join the Family Business"). És despertat per Inga i, seguits per Igor, troben una entrada secreta al laboratori del seu avi seguint una estranya música de violí. Descobreixen que és Frau Blücher qui tocava, i confessa que era quelcom més que la dispesera de Victor ("He Vas My Boyfriend"). Després de llegir les notes del seu avi, Frederick decideix portar a terme l'experiment de portar a la vida un cos mort, agafant el cadàver d'un mort a la forca. Els vilatans es reuneixen per trobar als saquejadors de tombes ("The Law").
Frederick envia a Igor a buscar el millor cervell, però el pot cau i es trenca, i Igor substitueix el cervell per un altre. Frederick crea la creatura ("Life, Life"), i quan ja està dempeus, Frederick s'adona que Igor ha substituït el cervell pel d'un tal "A. Normal".
L'Inspector Kemp i els vilatans arriben per investigar, fent veure que van a donar-li la benvinguda ("Welcome to Transylvania"). Frederick i els seus empleats intenten distreure als vilatans ("Transylvania Mania"), mentre que Frau Blücher allibera al Monstre sense que Frederick ho sàpiga.

### Segon Acte
Tots comencen la recerca del Monstre. Fins i tot Fraü Blucher intenta fer-lo tornar tocant el violí, però no apareix ("He's Loose"). Inga parla amb el frustrat Frederick ("Listen to Your Heart"), i Frau Blücher i Igor els sorprenen junts.
Elizabeth arriba per sorpresa ("Surprise") i també sorprèn a Frederick i a Inga. Mentrestant, el Monstre troba a un ermità cec anomenat Harold ("Please Send Me Someone"), però el Monstre fuig per ser capturat per Frederick. El doctor es tanca a una habitació amb el Monstre i, després de vèncer les seves pors, el convenç que és algú estimat ("Man About Town").
El Monstre és presentat en un teatre, vestit com un cavaller, primer caminant i després ballant en un gran número musical ("Puttin' on The Ritz"), però s'espanta en veure quan explota un llum i marxa, segrestant a Elizabeth. Aquesta, després de vèncer el seu pànic, descobreix les virtuts ocultes del Monstre ("Deep Love"). Mitjançant la música, el Monstre torna al castell, on Frederick intenta una transferència d'intel·ligència, però el monstre no es desperta. Els vilatans arriben al castell amb l'Inspector Kemp, portant a Frederick cap al cadafal, on és penjat, tot i que proclama que morirà com un Frankenstein ("Frederick's Soliloquy").
El Monstre torna, i a més de poder parlar, descobreix que Frederick no està mort, sinó que només està inconscient. Després de disculpar-se amb el seu creador, el Monstre proposa matrimoni a Elizabeth ("Deep Love (Reprise)"), Frau Blucher i Harold l'ermità tenen una "cita a cegues" i Frederick es compromet amb Inga, decidint quedar-se al castell ("Finale Ultimo").

## Personatges i repartiment original de Broadway
- Dr. Frederick Frankenstein — Roger Bart
- The Monster — Shuler Hensley
- Igor — Christopher Fitzgerald
- Inga — Sutton Foster
- Elizabeth Benning — Megan Mullally
- Frau Blücher — Andrea Martin
- Inspector Hans Kemp/Harold l'ermità- Fred Applegate
- Dr. Victor von Frankenstein — Kevin Ligon

## Números musicals
| Act I - The Happiest Town in Town - Kemp i Vilatans - The Brain - Frederick i Estudiants - Please Don't Touch Me - Elizabeth i Viatgers - Together Again - Frederick id Igor - Roll in The Hay - Inga, Frederick, i Igor - Join the Family Business - Victor, Frederick, and Ancestors - He Vas My Boyfriend - Frau Blücher - The Law - Kemp i Vilatans - Life, Life - Frederick, Igor, Inga, i Blücher - Welcome to Transylvania - Quartet - Transylvania Mania - Igor, Frederick, Inga, Kemp i Vilatans | Act II - He's Loose - Kemp i Vilatans - Listen to Your Heart - Inga - Surprise - Elizabeth, Igor, Blücher, i cor - Please Send Me Someone - Harold, l'ermità - Man About Town - Frederick - Puttin' on the Ritz (Musica i Lletra d'Irving Berlin)– Frederick, el Monstre, Inga, Igor, i Vilatans - Deep Love - Elizabeth - Frederick's Soliloquy - Frederick - Deep Love (Reprise) - El Monstre - Finale Ultimo - La Companyia |

## Premis i nominacions

### Producció original de Broadway
| Any  | Premi                            | Categoria                                               | nominat                               | Resultat   |
| ---- | -------------------------------- | ------------------------------------------------------- | ------------------------------------- | ---------- |
| 2008 | Premi Drama Desk                 | Lletres Més Destacades                                  | Mel Brooks                            | nominat    |
| 2008 | Premi Drama Desk                 | Actor de Repartiment Més Destacat en un Musical         | Christopher Fitzgerald                | nominat    |
| 2008 | Premi Drama Desk                 | Actor de Repartiment Més Destacat en un Musical         | Shuler Hensley                        | nominat    |
| 2008 | Premi Drama Desk                 | Coreografia Més Destacada                               | Susan Stroman                         | nominada   |
| 2008 | Premi Tony                       | Millor Actriu de Repartiment de Musical                 | Andrea Martin                         | nominada   |
| 2008 | Premi Tony                       | Millor Actor de Repartiment de Musical                  | Christopher Fitzgerald                | nominat    |
| 2008 | Premi Tony                       | Millor Escenografia                                     | Robin Wagner                          | nominat    |
| 2008 | Premi Outer Critics Circle       | Millor Musical                                          | Millor Musical                        | GUANYADOR  |
| 2008 | Premi Outer Critics Circle       | Millor Partitura                                        | Mel Brooks                            | nominat    |
| 2008 | Premi Outer Critics Circle       | Millor Director d'un Musical                            | Susan Stroman                         | nominada   |
| 2008 | Premi Outer Critics Circle       | Millor Actor en un Musical                              | Roger Bart                            | nominat    |
| 2008 | Premi Outer Critics Circle       | Millor Actor en un Musical                              | Christopher Fitzgerald                | nominat    |
| 2008 | Premi Outer Critics Circle       | Millor Actor en un Musical                              | Shuler Hensley                        | nominat    |
| 2008 | Premi Drama League               | Producció Més Distingida d'un Musical                   | Producció Més Distingida d'un Musical | nominat    |
| 2008 | Premi Drama League               | Actuació Més Distingida en un Musical                   | Roger Bart                            | nominat    |
| 2008 | Premi Drama League               | Actuació Més Distingida en un Musical                   | Sutton Foster                         | nominada   |
| 2008 | Premi Grammy                     | Millor Àlbum d'un Espectacle Musical                    | Millor Àlbum d'un Espectacle Musical  | nominat    |
| 2008 | Premi del Públic de Broadway.com | Musical de Broadway Nou Favorit                         | Musical de Broadway Nou Favorit       | GUANYADOR  |
| 2008 | Premi del Públic de Broadway.com | Actor Protagonista d'un Musical de Broadway Favorit     | Roger Bart                            | GUANYADOR  |
| 2008 | Premi del Públic de Broadway.com | Actor de Repartiment d'un Musical de Broadway Favorit   | Christopher Fitzgerald                | GUANYADOR  |
| 2008 | Premi del Públic de Broadway.com | Actriu de Repartiment d'un Musical de Broadway Favorita | Megan Mullally                        | GUANYADORA |
| 2008 | Premi del Públic de Broadway.com | Parella Favorita en Escena                              | Roger Bart i Sutton Foster            | GUANYADORS |